# Ellenbergellus tuberculatus
Ellenbergellus
Genre
Espèce
Ellenbergellus tuberculatus, unique représentant du genre Ellenbergellus, est une espèce fossile d'opilions laniatores de la famille des Tithaeidae.

## Répartition
Cette espèce a été découverte dans de l'ambre de Birmanie. Elle date du Crétacé.

## Systématique et taxinomie
Cette espèce a été décrite par Bartel, Dunlop, Sharma, Selden, Ren et Shih en 2021.
Ce genre a été décrit par Bartel, Dunlop, Sharma, Selden, Ren et Shih en 2021 dans les Tithaeidae.

## Publication originale
- (en) Bartel, Dunlop, Sharma, Selden, Ren & Shih, « Laniatorean harvestmen (Arachnida: Opiliones) from mid-Cretaceous Burmese amber », Cretaceous Research, 2021, vol. 119, p. 1–15 (introduction).